# Hildegarda Peplau
Hildegarda Peplau (ur. 1 września 1909 w Reading, Pensylwania; zm. 17 marca 1999 w Sherman Oaks, Kalifornia) – amerykańska pielęgniarka, profesor. Zajmowała się teorią pielęgniarstwa. Stworzyła teorię relacji międzyludzkich w pielęgniarstwie, na którym opiera się model psychodynamicznego pielęgniarstwa. Jej prace w zakresie teorii pielęgniarstwa są uznawane za pierwsze zaraz po opublikowanym w 1859 roku Notes on Nursing przez Florence Nightingale i miały ogromny wpływ na rozwój badań dotyczących pielęgniarstwa, kształcenia w zakresie pielęgniarstwa oraz kulturę i samoświadomość pielęgniarstwa. 

## Przebieg pracy zawodowej
Peplau zdała egzamin pielęgniarski w 1931 roku, a od 1936 roku pracowała w Bennington College w Vermont. W międzyczasie brała udział w seminarium na kierunku psychologia interpersonalna. W 1943 roku uzyskała tytuł bakałarza w powyższej dziedzinie. Podczas drugiej wojny światowej wstąpiła do U.S. Army Nurse Corps jako First Lieutenant, a jej polem działań była neurologia i psychiatria. Po roku 1945 kontynuowała naukę i otrzymała tytuł magistra w zakresie pielęgniarstwa psychiatrycznego. Jej praktyczne doświadczenie w zakresie pielęgniarstwa zbierała podczas pracy w różnych placówkach. W 1953 roku Peplau otrzymała tytuł doktora. W 1954 została wykładowcą na Uniwersytecie Rutgera, a habilitację ukończyła w 1960. W 1969 została dyrektorem American Nurses Association (ANA), prezydentem zrzeszenia była w latach 1970 do 1972, a od 1972 do 1974 była wiceprezydentem. Obok swojej działalności naukowej była również członkiem grupy ekspertów Światowej Organizacji Zdrowia, oraz doradczynią ds. pielęgniarstwa US Air Force, United States Public Health Service i National Institute of Mental Health. 
Peplau zmarła 17 marca 1999 w Sherman Oaks, Kalifornia.

## Publikacje (wyciąg)
- Interpersonal Relations in Nursing: A Conceptual Frame of Reference for Psychodynamic Nursing, Putnam, 1952
- Basic principles of patient counseling: extracts from two clinical nursing workshops in psychiatric hospitals, Smith Kline & French Laboratories, 1965
- Psychiatric Nursing (wspólnie z Peggy Martin), Scutari, 1995, ISBN 1-873853-23-8

## Literatura
- Barbara J. Callaway: Hildegard Peplau: Psychiatric Nurse of the Century, Springer Publishing Company, 2002, ISBN 0-8261-3882-9
- Ann Marriner-Tomey, Martha Raile Alligood: Nursing theorists and their work, Kapitel Nursing Theorists of Historical Significance, Elsevier Health Sciences, 2006, ISBN 0-323-03010-6, s. 55
- Horst-Peter Wolff: Peplau, Hildegard In: Horst-Peter Wolff (Hrsg.): Lexikon zur Pflegegeschichte. „Who was who in nursing history.“ Urban&Fischer, 2001, ISBN 3-437-26670-5, s. 172–173